# Buddy Moss

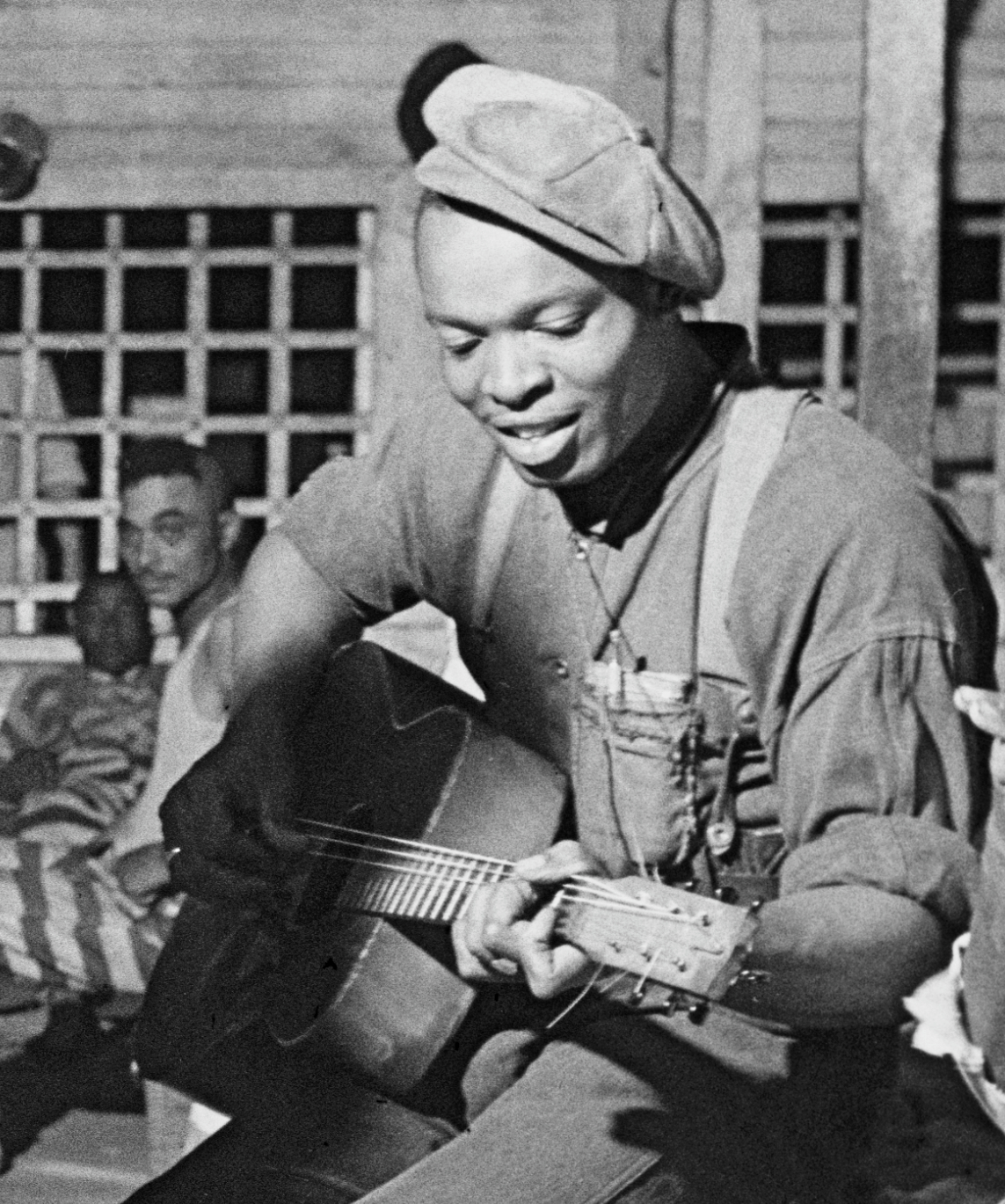
Buddy Moss

Eugene „Buddy“ Moss (* 16. Januar 1914 in Jewell, Warren County, Georgia; † 19. Oktober 1984 in Atlanta, Georgia) war ein einflussreicher US-amerikanischer Blues-Gitarrist, Mundharmonikaspieler und Sänger. Er wird dem Piedmont Blues zugerechnet und gilt als das Bindeglied zwischen Blind Blake und Blind Boy Fuller.
Als Kind brachte sich der Sohn eines Kleinbauern das Spielen auf der Mundharmonika bei. In der Gegend von Augusta, wohin seine Familie gezogen war, spielte er auf Partys.
1928 ging Moss nach Atlanta, wo Curley Weaver und Barbecue Bob auf ihn aufmerksam wurden. Im Alter von 16 Jahren machte er 1930 mit den Georgia Cotton Pickers seine ersten Aufnahmen.
Moss brachte sich auch das Gitarrespielen selbst bei und konnte sich darin bald mit den Besten messen. Er trat mit Barbecue Bob und Blind Willie McTell auf. 1933 machte er in New York seine ersten Soloaufnahmen, begleitet von Fred McMullen und Curley Weaver. Mit der Sängerin Ruth Willis machten die drei als die Georgia Browns Aufnahmen.
1934 verkauften sich die Soloaufnahmen von Moss besser als die Platten von Weaver und McTell, darunter Stücke wie Some Lonesome Day, Dough Rollin' Papa und Insane Blues. 1935 machte er mit seinem neuen Partner Josh White Aufnahmen.
Im gleichen Jahr wurde Moss wegen Mordes an seiner Frau verurteilt und kam ins Gefängnis. Nach seiner Entlassung 1941 ging er mit Sonny Terry und Brownie McGhee nach New York. Von ihren gemeinsamen Aufnahmen wurden jedoch nur wenige veröffentlicht, und der erhoffte Erfolg blieb aus.
Obwohl er weiterhin auftrat, musste Moss sich seinen Lebensunterhalt mit Jobs als Farmarbeiter, Liftboy oder LKW-Fahrer verdienen. Als Musiker war er weitestgehend in Vergessenheit geraten.
1964 wurde Moss wieder „entdeckt“, gab wieder Konzerte und machte neue Aufnahmen. Er trat bei bedeutenden Festivals auf, z. B. beim Newport Folk Festival 1969.
Als Buddy Moss 1984 in Atlanta starb, war er erneut in Vergessenheit geraten.